# Carniole-Intérieure

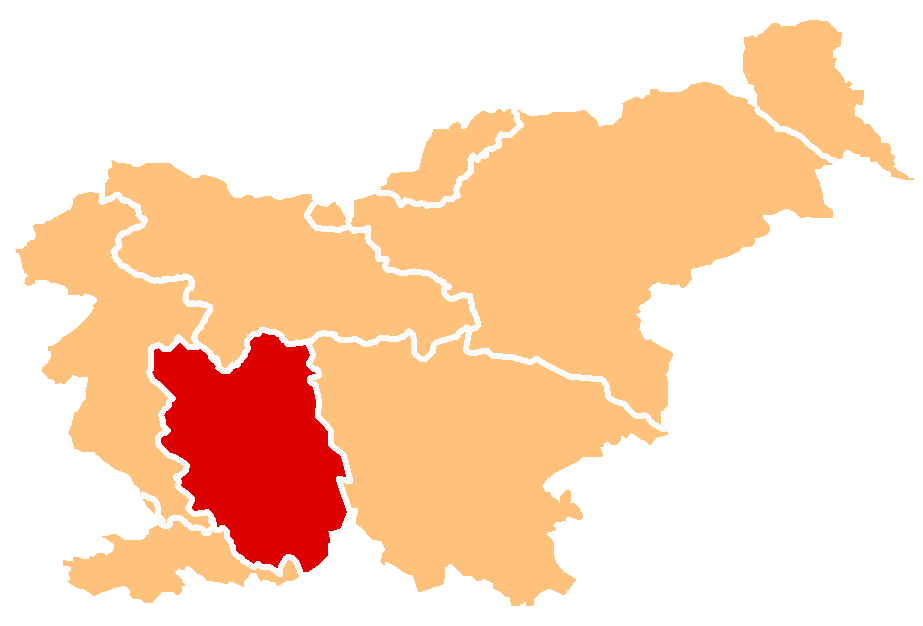
Position de la Carniole-Intérieure en Slovénie.

La Carniole-Intérieure (en slovène : Notranjska ; en allemand : Innerkrain) est une région traditionnelle du sud-ouest de la Slovénie. Elle fit partie de l'ancien duché de Carniole qui  pendant des siècles appartenait à la monarchie de Habsbourg. 

## Géographie
La région s'étend à l'est du plateau du Karst (Kras) jusqu'au bassin de la rivière Ljubljanica avec  Ljubljana, la capitale de Slovénie. Elle comprend le haut plateau du Hrušica, un massif des hautes Alpes dinariques. La route sur le col de Postojna relie la côte Adriatique à la plaine de Pannonie dans l'est. Avec la Haute-Carniole au nord et la Basse-Carniole à l'est, la zone fait partie intégrante de la région plus vaste de Carniole. La Carniole-Intérieure jouxte le Littoral slovène (la Goriška et l'Istrie) à l'ouest et la Croatie centrale au sud. 
Le centre économique de la région est la localité de Postojna qui est mondialement connue pour sa grotte de Postojna. Les autres localités moins importantes sont Logatec, Cerknica, Pivka et Ilirska Bistrica. 